# Жихор
Жихор — залізнична станція, що знаходиться у смт Хорошеве Харківського району, розташована на лінії Основа — Зміїв  Харківської дирекції залізничних перевезень  Південної залізниці. Станція заснована в 1910 році.
Станція Жихор має три колії і 7 стрілок, тупик на місці 4-ї колії з лінією довжиною 200 м. 2 платформи. 1 бокова приймає електропоїзди в разі обгону іншими складами, 2-а яку обслуговує 2 і 3-я колії (на 2014 рік). Обидві платформи низькі, покриті тротуарною плиткою.
До станції курсує маршрутне таксі № 1167.

## Рухомий склад
Дільниця Основа — Зміїв обслуговується виключно електропоїздами ЕР2, ЕР2Р, ЕР2Т депо Харків.

## Приміське сполучення
У парному напрямку приміські електропоїзди курсують до станцій Харків-Пасажирський, Харків-Левада, у непарному — до станцій Зміїв, Шебелинка, Балаклія, Савинці, Ізюм.